# فيليبي ماسكارينهاس
فيليبي ماسكارينهاس (بالبرتغالية: Filipe de Mascarenhas‏) هو حاكم الدولة برتغالي، ولد في 1580، وتوفي في 1652.